# 楚门镇
楚门镇是中华人民共和国浙江省玉环市下辖的一个镇。位于玉环市北部、楚门半岛中心地带，是“中国文旦之乡”。楚门镇辖区面积37.5平方公里（14.5 平方英里），下辖行政村28个，居委会9个。

## 历史沿革
楚门古时原为海洋，丫髻山与西青山形成海中峡门，元朝末年至正年间（1341-1367年）筑塘围垦，曾有楚树（牡荆）丛生，故称楚门。明朝洪武二十年（1387年）设御倭水军千户所，建城于此，属乐清县；明朝成化12年（1476年）属太平县。
清顺治十八年（1661年），奉命迁弃。康熙九年（1670年），允许外迁人员回归。雍正五年（1727年），招集永嘉、平阳、黄岩、太平（今温岭）和福建等地垦修筑南塘。雍正六年（1728年），建立玉环厅，楚门镇归玉环厅治。中华民国二十年（1931年），设立为楚东镇和楚西镇。民国二十三年（1934年），合并为楚门镇，属玉环县。1955年，浙江省道泽（国）坎（门）公路筑成，穿境而过，有直达上海、杭州、宁波、临海、椒江等地的班车。相继通往区内各乡镇的县道公路从楚门始发，成为楚门半岛水陆交通的枢纽。1992年5月，田马乡和外塘乡并入楚门镇。2010年12月，楚门镇被列入浙江省小城市培育试点镇。2013年7月，浙江省人民政府公布第四批浙江省级历史文化街区名镇名村，楚门镇名列其中。

## 行政区划
楚门镇下辖行政村28个，居委会9个：南门社区、西门社区、北门社区、西山社区、城郊社区、谷坦社区、水门社区、东升社区、东门社区、龙王村、西南村、筠岗村、东门村、山北村、河桥村、谷水村、丁岙村、城郊村、塘垟村、中山村、胡新村、吴家村、前排村、黄家村、直塘村、小王村、三联村、浦田村、马山村、东西村、彭宅村、田岙村、石角村、坑郑村、余家村、筠岭村和应家村。

## 交通
楚门镇西南有长钓咀码头，通往沙市、汉口、青镇江、苏州、南通、安庆、上海、芜湖、福州等港口。1955年省道泽(国)坎(门)公路筑成，有直达上海、杭州、宁波、临海、椒江等地的班车。相继通往区内各乡镇的县道公路从楚门始发，成为楚门半岛水陆交通的枢纽。

## 经济
楚门镇当地以汽车零配件生产与农副产品为主要经济构成。楚门豆腐干、龙王石，均为楚门镇当地特产。当地农业主要生产水稻和番薯，楚门文旦为该镇著名特产，对外也称“玉环文旦”，其形状果大扁圆、皮溢清香、瓤若糯粽，迥异于其它柚类品种。1986年，当地列为国家级文旦基地。

## 教育文化
清嘉庆十九年（1814年）创办的“天香书院”，是当地教育开端。1946年，当地建成全县第一所学校“玉环县立初级中学”。目前楚门中学是浙江省重点中学之一。

## 图库

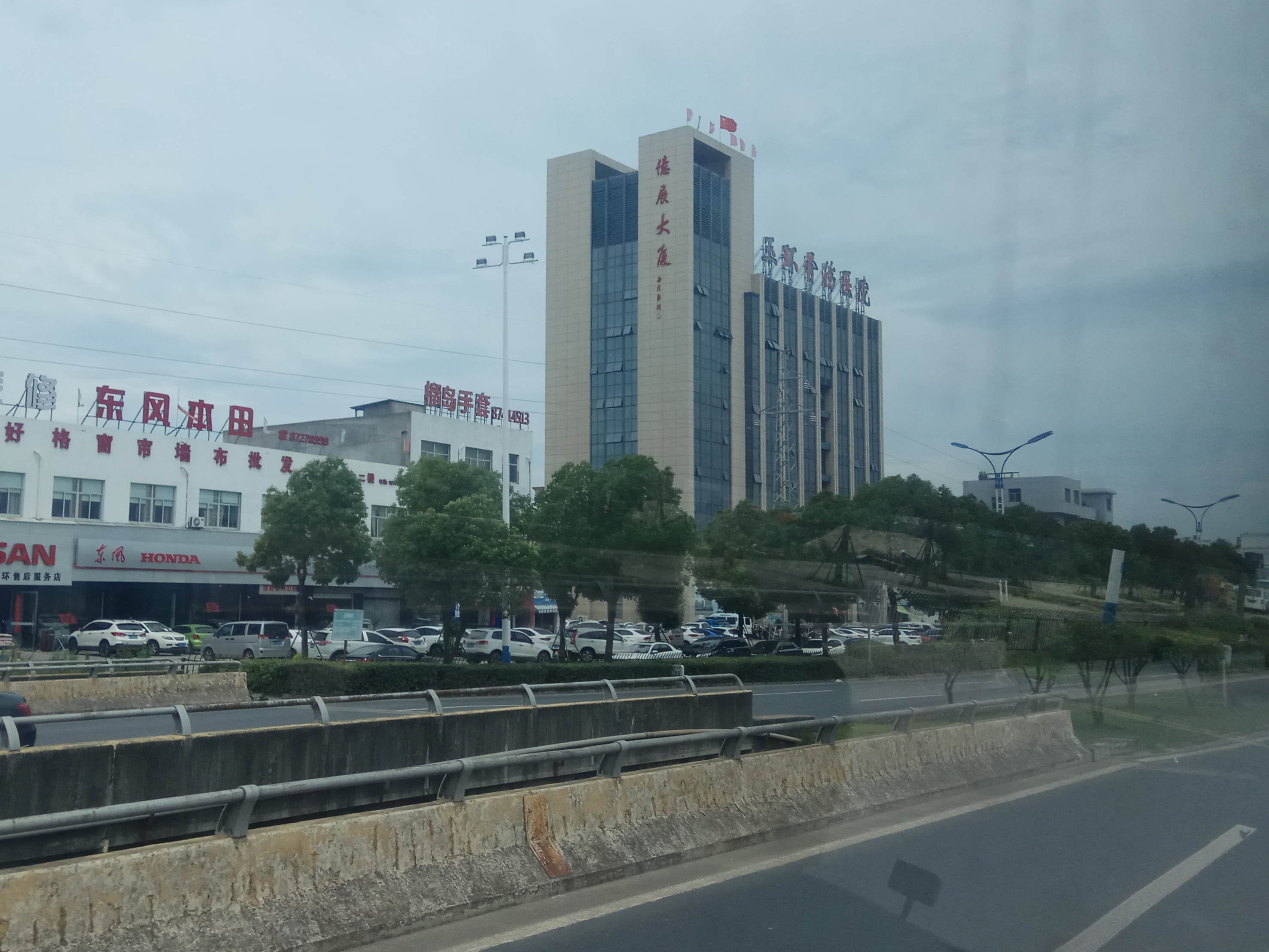
玉环骨伤医院
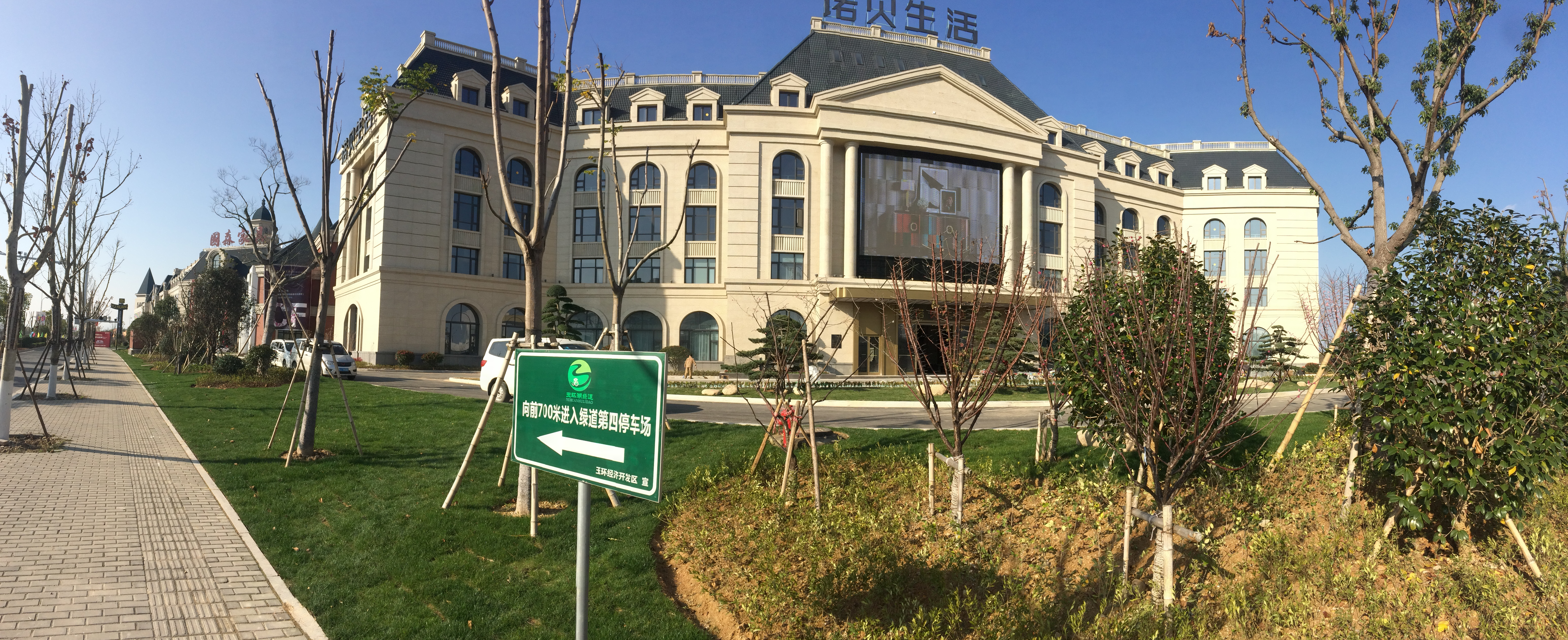
玉环时尚家居小镇
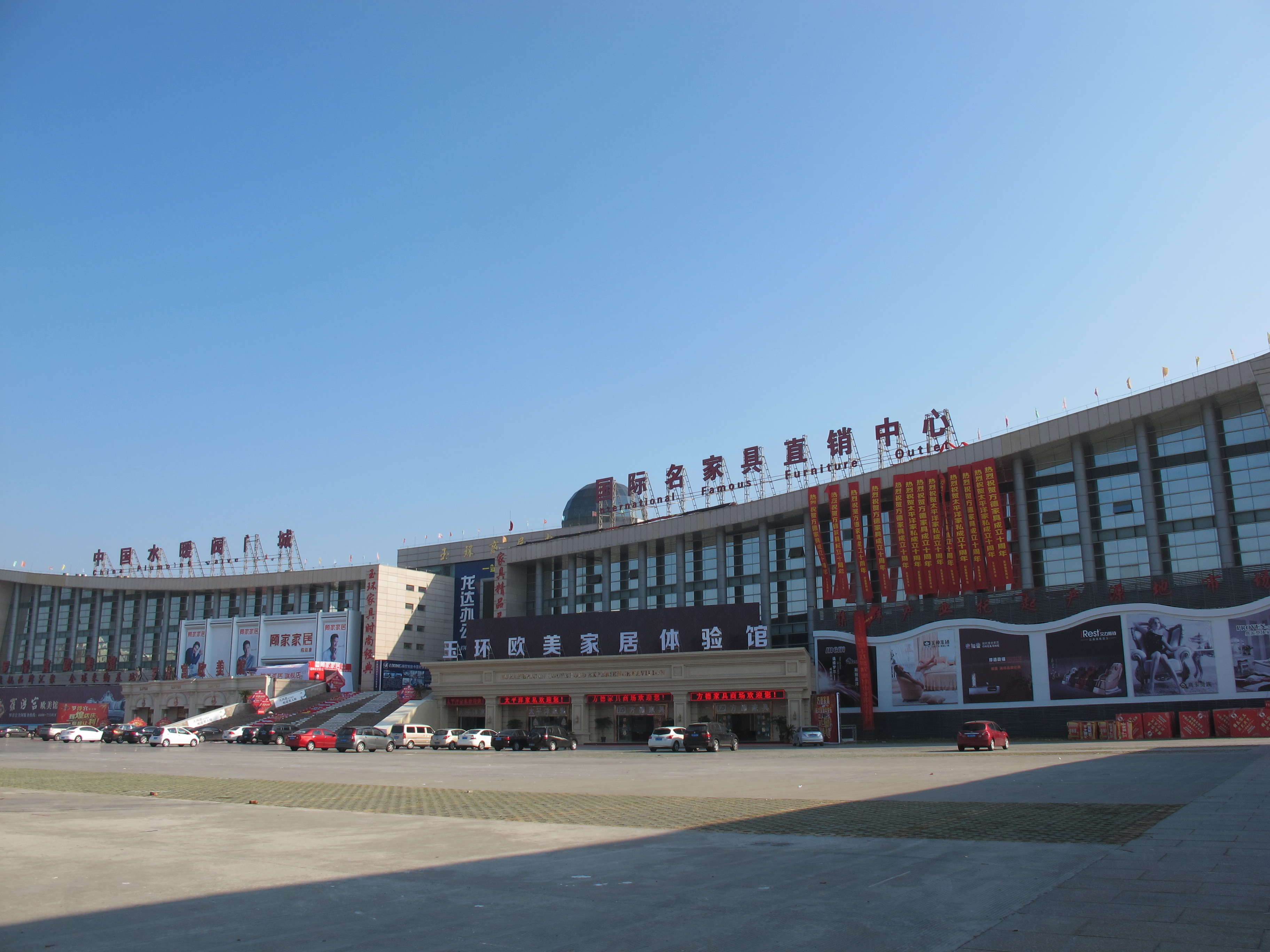
楚门家具城